# Felix Frankfurter
Felix Frankfurter (Wenen, 15 november 1882 – Washington, 22 februari 1965) was een Amerikaanse rechter en jurist van Oostenrijkse afkomst. Hij was van 1939 tot 1962 lid van het Amerikaanse Hooggerechtshof.

## Levensloop

### Jonge jaren
Frankfurter werd geboren in een Joods gezin in Wenen, dat destijds onderdeel uitmaakte van Oostenrijk-Hongarije. Hij was de derde van zes kinderen, zijn vader was koopman. Toen Frankfurter twaalf was emigreerde het gezin naar de Verenigde Staten en vond een woning in de Lower East Side in New York. Op school was Frankfurter een goede leerling. Hij werd toegelaten tot Harvard Law School, waar hij levenslange vriendschappen sloot met Walter Lipmann en Horace Kallen. Frankfurter schreef voor de Harvard Law Review en studeerde af met een van de hoogste beoordelingen sinds Louis Brandeis.
Na zijn afstuderen in 1906 vond hij werk bij een advocatenkantoor in New York. Hetzelfde jaar werd hij assistent van Henry Stimson, procureur-generaal in het zuidelijke district van New York. Stimson werd in 1911 door president William Howard Taft benoemd tot minister van Oorlog. Frankfurter kreeg toen een betrekking op het Bureau of Insular Affairs, onderdeel van het ministerie van Oorlog.
Op politiek vlak voelde Frankfurter zich aangetrokken tot de progressieve politiek van Theodore Roosevelt. Roosevelt was voorstander van een sterke verzorgingsstaat. Bovendien wilde Frankfurter meer toezicht en regulering van de industrie om uitbuiting van werknemers tegen te gaan. Zijn teleurstelling was groot toen in 1912 niet Roosevelt, maar Woodrow Wilson gekozen werd als nieuwe president. Frankfurter raakte gedesillusioneerd in de gevestigde partijen en beschouwde zichzelf als politiek dakloos.
Na het aantreden van Wilson vertrok Frankfurter bij het ministerie van Oorlog en kreeg een aanstelling aan de rechtenfaculteit van Harvard. Hij doceerde burgerlijk recht en strafrecht. Naast zijn werk was hij actief voor een grote consumentenorganisatie en schreef voor The New Republic.

### In overheidsdienst
Frankfurter ging in 1917 met speciaal verlof, nadat de Verenigde Staten betrokken waren geraakt bij de Eerste Wereldoorlog. Hij werd benoemd tot speciaal assistent van minister van Oorlog Newton Baker. Frankfurter hield toezicht op de krijgsraad. In september 1917 werd hij aan het hoofd gesteld van een commissie die de oorlogsproductie moest beschermen tegen de gevolgen van eventuele stakingen. Hij deed onderzoek naar de Preparedness Day Bombing, een bomaanslag in San Francisco waarbij tien doden vielen. Frankfurter twijfelde aan de schuld van vakbondsleider Thomas Mooney en vond dat hij een nieuw proces verdiende. Ook onderzocht Frankfurter de koperindustrie in Arizona, waar meer dan duizend stakers gedwongen op transport waren gezet naar New Mexico. Door zijn werkzaamheden kwam Frankfurter bekend te staan als iemand met sympathie voor de arbeidersbeweging, en daaraan verwante radicale stromingen zoals het anarchisme en communisme.
Door toedoen van rechter Louis Brandeis raakte Frankfurter betrokken bij het zionisme. Hij drong er bij president Wilson op aan zijn steun uit te spreken voor de Balfourverklaring, een verklaring van de Britse regering waarin zij de wens uitsprak voor de vestiging van een Joods thuisland in Palestina. In 1918 nam hij deel aan de oprichtingsvergadering van het American Jewish Congress in Philadelphia. Een jaar later vertegenwoordigde hij de zionistische stroming bij de Vredesconferentie van Parijs.
Weer een jaar later was hij medeoprichter van de American Civil Liberties Union, een van de belangrijkste burgerrechtenorganisaties in de Verenigde Staten. Hij veroordeelde de arrestatie van prominente communisten tijdens de zogenaamde Palmer Raids. In november 1919 baarde Frankfurter opzien door zich uit te spreken voor de erkenning van de Sovjet-Unie. Als gevolg van zijn activiteiten omschreef J. Edgar Hoover Frankfurter als "de meest gevaarlijke man in de Verenigde Staten". 
Frankfurter keerde in 1921 terug naar Harvard Law School. Hij en anderen verhinderden de invoering van een plan van universiteitsvoorzitter Lawrence Lowell voor een toelatingslimiet voor Joodse studenten. In de tweede helft van de jaren twintig trok hij de aandacht met het artikel in The Atlantic Monthly en daaropvolgend een boek waarin hij opriep voor de heropening van de rechtszaak tegen de Italiaanse anarchisten Nicola Sacco en Bartolomeo Vanzetti. Beide mannen waren ter dood veroordeeld vanwege moord en een roofoverval, maar volgens Frankfurter hadden zij het niet gedaan. Hij bekritiseerde de betrokken juristen en rechters, waardoor hij binnen zijn eigen faculteit in botsing kwam met collega's.

### Adviseur van president Roosevelt
Frankfurter was een belangrijke adviseur van de in 1933 gekozen president Franklin Delano Roosevelt. Verschillende talentvolle jonge juristen traden op zijn advies in overheidsdienst, waaronder Dean Acheson, Alger Hiss en Jerome Frank. Zij stonden bekend als Felix's Happy Hot Dogs. Ook na zijn benoeming tot het Hooggerechtshof bleef Frankfurter op goede voet staan met president Roosevelt. Op zijn verzoek interviewde hij in juli 1943 de Poolse verzetsman Jan Karski die ontsnapt was uit het Getto van Warschau en het concentratiekamp Bełżec. Karski rapporteerde over massamoorden op grote schaal, maar Frankfurter was sceptisch. Later zei hij: "Ik zei niet dat hij loog, ik zei dat ik hem niet kon geloven. Dat is een verschil".
Na de dood van rechter Benjamin Cardozo vroeg president Roosevelt Frankfurter met aanbevelingen te komen wie Cardozo kon opvolgen in het Hooggerechtshof. Roosevelt vond geen van de aanbevolen kandidaten geschikt en besloot Frankfurter voor te dragen. Frankfurters voordracht was niet onomstreden vanwege diens progressieve denkbeelden, buitenlandse wortels en hechte band met de president. Frankfurter was de eerste genomineerde die voor het juridisch comité van de Senaat verscheen, hetgeen daarna uitgroeide tot een vast gebruik.

### Rechter in het Hooggerechtshof
Frankfurter was van januari 1939 tot augustus 1962 lid van het Hooggerechtshof. Hij was een groot voorstander van rechterlijke terughoudendheid, in de zin dat rechtbanken de grondwet niet te gemakkelijk mochten gebruiken om beperkingen op te leggen aan wetgevende en uitvoerende overheidsorganen. Frankfurter weigerde doorgaans ook de federale grondwet toe te passen op staten. Hij geloofde dat onpopulaire beslissingen het gezag van het Hooggerechtshof zouden ondergraven. Frankfurter deed daarom veel moeite om zulke beslissingen te vermijden of uit te stellen, zoals wetten die interraciale huwelijken verboden.
In de zaak Minersville School Distrixt v. Gobits schreef Frankfurter de motivering van het arrest. De zaak draaide om een aantal Jehova's getuigen die van een school waren gestuurd omdat zij geweigerd hadden de vlag te groeten en de Pledge of Allegiance uit te spreken. Volgens Frankfurter was religie geen reden om burgers te ontslaan van hun politieke verantwoordelijkheid. Het zou tot twijfel bij andere scholieren kunnen leiden wanneer niet alle leerlingen de vlag hoefden te groeten en dat zou afbreuk kunnen doen aan hun loyaliteit aan het land. Na de uitspraak volgden er honderden met geweld gepaard gaande aanvallen op Jehova's getuigen in het hele land. Het oordeel werd drie jaar later al herzien in de zaak West Virginia State Board of Education v. Barnette, hoewel Frankfurter tegenstemde.
In de zaak Colegrove v. Green in 1946 was Frankfurter van oordeel dat federale rechtbanken zich niet mochten bemoeien met de manier waarop staten hun wetgevende vergadering kiezen. Een meerderheid van het hof volgde hem in die beslissing. De zaak draaide om de herindeling van kiesdistricten. Door interne migratie binnen de staat Illinois waren er grote verschillen ontstaan qua aantal inwoners, waardoor een stem in het ene district veel meer invloed had dan in het andere. In een gelijksoortige zaak Baker v. Carr in 1960 kwam het Hooggerechtshof echter tot een ander oordeel, ondanks Frankfurters waarschuwing dat dit soort zaken aan de politiek moest worden overgelaten.
Tijdens de behandeling van de zaak Brown v. Board of Education in 1953 overleed opperrechter Fred Vinson, die een belangrijke stem had en altijd tegenstander was van het overrulen van de uitspraak in de zaak Plessy v. Ferguson. De zaak Brown v. Board of Education draaide om de vraag of rassenscheiding op overheidsscholen onder voorwaarden wel of niet was toegestaan.
Het Hooggerechtshof ging in 1955 in op argumenten van scholen die om verdere opheldering vroegen over hoe zij de zaak moesten afhandelen. Frankfurter stond erop dat in het arrest werd opgenomen dat de desegregatie moest plaatsvinden met "weloverwogen snelheid" ("all deliberate speed"). Met die formulering wilde Frankfurter scholen de tijd geven om zich aan te passen aan de nieuwe situatie, maar de formulering werd door veel scholen in het zuiden juist aangegrepen om het integratieproces zo lang mogelijk te rekken. Aan de rassenscheiding in het onderwijs kwam in veel gevallen pas vijftien jaar later een einde.
Frankfurter was ook terughoudend met oordelen over het bedrijfsleven. In 1956 diende de zaak tegen het chemische bedrijf DuPont. Het was een van de preferente leveranciers van General Motors, waar DuPont tegelijkertijd een groot deel van de aandelen in handen had. Frankfurter weigerde dit als een samenzwering te beschouwen en vond dat het Hooggerechtshof zich niet diende te bemoeien met de bedrijfsvoering van individuele bedrijven. Een meerderheid van het Hooggerechtshof was een ander oordeel toegedaan. DuPont moest binnen tien jaar al haar aandelen in General Motors verkopen.

### Overlijden
Frankfurter ging in 1962 na een beroerte met pensioen. Hij werd opgevolgd door Arthur Goldberg. Van president John F. Kennedy ontving hij een jaar later de Presidential Medal of Freedom. In 1965 overleed de oud-rechter aan de gevolgen van hartfalen.

## Persoonlijk
Frankfurter trouwde in 1919 met de niet-Joodse Marion Denman. Het echtpaar had geen kinderen. Frankfurter was niet religieus.